# Cyril Gill
Cyril Gill (Reino Unido, 21 de abril de 1902-1 de septiembre de 1989) fue un atleta británico, especialista en la prueba de 4 x 100 m en la que llegó a ser medallista de bronce olímpico en 1928.

## Carrera deportiva
En los JJ. OO. de Ámsterdam 1928 ganó la medalla de bronce en los relevos 4 x 100 metros, con un tiempo de 41.8 segundos, llegando a meta tras Estados Unidos (oro con 41.0 segundos que fue récord del mundo) y Alemania (plata), siendo sus compañeros de equipo Edward Smouha, Walter Rangeley y Jack London.